# Рагби 13 репрезентација Бразила
Рагби 13 репрезентација Бразила је рагби 13 репрезентација, која представља највећу и најмногољуднију државу Латинске Америке, Бразил у овом екипном, колизионом спорту.
Бразил је тренутно 41. на светској рагби 13 листи.  
Рагби 13 репрезентација Бразила није успела до сада, да се квалификује на Светско првенство у рагбију тринаест, али је редовни учесник Америчког првенства у рагбију тринаест. 
Бразил до сада, никада није играо против Србије.

## Историја бразилског рагбија 13
Прву историјску утакмицу, бразилски тринаестичари су одиграли против Чилеа 2017. 

## Тренутни састав бразилске рагби 13 репрезентације
- Лукаш Вијера
- Габријел Гарош
- Карлош Силва
- Александре Арантес
- Линикер Фарија
- Габријел Рибијеро
- Аристес Жуниор
- Ерл Фернандеш
- Клејсон дос Сантош
- Мурило де Арајо
- Цајо Ферејира
- Жоао Педро да Силва
- Елијас де Фонсека
- Виницијус Силва
- Мауро Филхо
- Жилберто Фројес
- Хуго Фројес

## Учинак рагби 13 репрезентације Бразила
| Противник | Одиграно утакмица | Победа Бразила | Нерешено | Пораз Бразила |
| --------- | ----------------- | -------------- | -------- | ------------- |
| Аргентина | 1                 | 1              | 0        | 0             |
| Чиле      | 1                 | 0              | 0        | 1             |
| Колумбија | 2                 | 1              | 0        | 1             |
| Перу      | 1                 | 1              | 0        | 0             |
| Филипини  | 1                 | 0              | 0        | 1             |
| ЈАР       | 1                 | 0              | 0        | 1             |
| Уругвај   | 1                 | 1              | 0        | 0             |

## Резултати рагби 13 репрезентације Бразила
- Чиле  - Бразил  54-8
- Колумбија  - Бразил  22-18
- Бразил  - Колумбија  54-12
- Бразил  - Аргентина  22-20
- Бразил  - Перу  30-14
- Бразил  - Уругвај  60-0
- Бразил  - Филипини  8-40
- Бразил  - ЈАР  0-82